# فرهت یزگان
فرهت یزگان (انگلیسی: Ferhat Yazgan؛ زادهٔ ۲۰ اکتبر ۱۹۹۲) بازیکن فوتبال اهل ترکیه است.
از باشگاه‌هایی که در آن بازی کرده‌است می‌توان به باشگاه فوتبال هولشتاین کیل، باشگاه فوتبال ترابزون‌اسپور، و باشگاه فوتبال وولفسبورگ اشاره کرد.